# Poems (Agatha Christie)
Poems is een gedichtenbundel geschreven door Agatha Christie. Het boek verscheen in oktober 1973 en werd uitgegeven door William Collins & Sons. Het is een van de weinige werken van Christie die niet naar het Nederlands werd vertaald.
Het boek bestaat uit twee delen. Het eerste deel is volgens de copyright-pagina een rechtstreekse heruitgave van The Road of Dreams hoewel er inhoudelijk wel verschillen zijn. Zo zijn er gedichten verdwenen, in een andere volgorde gedrukt en hertiteld.
Het tweede deel van het boek bestaat uit de hoofdstukken
- Things
- Places
- Love Poems and Others
- Verses of Nowadays